# Pascual Fuentes
Pascual Fuentes Alcácer (Aldaya, 15 de mayo de 1721-Valencia, 26 de abril de 1768) fue un compositor y maestro de capilla español.

## Vida
Ingresó como infante del coro de la Catedral de Valencia el 25 de febrero de 1731, donde se formó musicalmente hasta el 3 de noviembre de 1734. El 8 de julio de 1737 fue nombrado mozo de coro y el 1 de mayo de 1743 fue nombrado acólito.
Permaneció en Valencia hasta el 20 de febrero de 1746, año en el que obtuvo una plaza de tenor en la Catedral de Albarracín y ese mismo año fue nombrado maestro de capilla de la iglesia de San Andrés de Valencia.
Tras la jubilación del maestro José Pradas por encontrarse muy enfermo, el cabildo convocó unas oposiciones para cubrir la vacante al magisterio de la Catedral de Valencia, a las que se presentaron:

Mosén Francisco Antonio Fuentes, Presbítero, Maestro de capilla y racionero de la catedral de Osma y natural de Tortosa; Mosén Francisco Gascó, Presbítero, maestro de capilla que fue de Barbastro y al presente de Gandía, natural de Aliaga, reino de Aragón; Mosén Manuel Narro, Presbítero, Organista de la Colegial de S. Felipe (antes Xátiva), natural de Valencia; Mosén Francisco Soler, presbítero, maestro de capilla de Reus y natural de Barcelona; Mosén Pascual Fuentes, maestro de capilla de S. Andrés, de esta ciudad, natural de Albayda; Antonio Molina, natural de Mosqueruela, reino de Aragón; y Francisco Morera, natural de la villa de S. Mateo.
Hallazgo de especies perdidas, Vicente Ripollés

Fueron jueces Pedro Vidal, maestro de capilla de la Colegiata de Rubielos de Mora, y Valero Moreno, maestro de capilla de la Catedral de Tortosa. El 8 de junio de 1757 fue nombrado maestro de capilla de la Catedral de Valencia.
Fue miembro del tribunal de oposiciones para sustituir al organista Vicente Rodríguez.
Fuentes permanecería en el cargo once años, hasta su fallecimiento, el 26 de abril de 1768.

## Obra
Fue un autor prolífico con cerca de trescientas obras, la mayor parte de ellas en el estilo italiano propio del momento, y se sirvió de violines, oboes, flautas, trompas, órgano y acompañamiento. En sus villancicos se encuentran normalmente seguidillas, tonadillas y minuetos, junto con recitados y arias.
- Resuenen armoniosos los clarines, villancico al nacimiento.[9]
- Para obsequiar al Héroe más glorioso, villancico al nacimiento.
- Lamentació 2a de Dissabte Sant, a solo de alto con violines y bajo.
- Lamentació 4a de Dissabte Sant.
- Misa brevis en Fa M, a cuatro voces y ocho violines, viola, oboe y órgano.
- Domina mea, a nueve voces.
- ¡Ah! de la cuna del sol, a cuatro voces.
- Venid a la luz, a tres voces.
- Escuadrón de celestes (1719), a seis voces.
- Plaudant nun organis Maria (1729), a ocho voces.
- Alientos mortales (1744), a ocho voces.